# 港後里
港後里位於台灣高雄市阿蓮區，港後里面積4.96平方公里，為整個阿蓮區面積最大的里，截至2023年10月人口有2,408人，人口密度為每平方公里505.44人。